# Stéphane Just
 (novembre 2016).
Si vous disposez d'ouvrages ou d'articles de référence ou si vous connaissez des sites web de qualité traitant du thème abordé ici, merci de compléter l'article en donnant les références utiles à sa vérifiabilité et en les liant à la section « Notes et références ».
Pour les articles homonymes, voir Just.
Stéphane Just, né le 13 août 1921 dans le 11e arrondissement de Paris et mort le 12 août 1997 à Suresnes, est un militant trotskyste français.

## Biographie
Fils d'un artisan tailleur, Claude Just, par ailleurs responsable national de la SFIO, avec lequel les relations furent toujours tendues, et titulaire du seul certificat d'études, Stéphane Just entre dans la vie active dès l'âge de treize ans et mène une vie professionnelle assez précaire pendant laquelle il exerce des métiers très différents : ouvrier dans une visserie, apprenti tailleur, ouvrier agricole, etc. Il est très jeune en contact avec le mouvement ouvrier, et notamment les Jeunesses socialistes, par l'intermédiaire de son père, sans adhérer à aucune organisation.
Réquisitionné en Allemagne au titre au Service du travail obligatoire de 1943 à 1945, il se lie à l'usine Daimler de Berlin avec des militants trotskystes français.
En 1945, il revient en France, travaille à nouveau dans la miroiterie qui l'avait embauché avant guerre, puis à partir de janvier 1947, à la RATP.
En 1947, Stéphane Just, adhère aux Jeunesses socialistes (JS) de la Seine, ainsi qu'au Parti communiste internationaliste, la section française de la IVe Internationale trotskyste. En juin 1947, la direction des JS étant dissoute par la direction de la SFIO, il milite exclusivement au sein du PCI et entre au comité central de ce parti. Il se présente sans succès aux élections municipales parisienne de la fin de l'année.
Il est un des animateurs de la grève de la RATP et milite pour l'extension de celle-ci aux chemins de fer, ce qui lui vaut d'être critiqué au sein de la CGT (à laquelle il vient d'adhérer) et d'être muté de l'atelier de réparation où il travaillait au magasin d'habillement.
Militant contre la scission de la CGT, il ne rejoint pas Force Ouvrière mais en est pourtant exclu en 1950 pour « activités fractionnistes » et « titisme ». Il se consacre alors au développement de la cellule métro du PCI, créant notamment des journaux et bulletins, et ne redevient adhèrant d'un syndicat qu'en 1976, pour Force ouvrière.
Lors de la crise de la IVe Internationale de 1951-1953, il fait partie des opposants à la direction internationale dirigée par Michel Pablo et soutient la direction et la majorité du PCI. Après l'exclusion de l'Internationale de cette partie du PCI, il entre au Bureau politique de celle-ci, qui se réduit peu à peu au « groupe Lambertiste » de Pierre Boussel alias Lambert .
Pendant la Guerre d'Algérie, il participe à la campagne du PCI pour l'indépendance, soutenant notamment le Mouvement national algérien, et est poursuivi avec d'autres dirigeants trotskistes pour « atteinte à la sûreté extérieure de l'État » ; il est condamné à six mois de prison avec sursis en 1957, condamnation amnistiée en 1959.
Après une parenthèse entre 1959 et 1963, pendant laquelle il abandonne ses responsabilités, il revient au bureau politique du PCI et participe à la création de l'Organisation communiste internationaliste en 1965. Il devient le dirigeant no 2[réf. nécessaire] de la section OCI de la RATP. 
Il est alors dans l'Organisation en France aussi bien qu'au niveau international pour une reconstruction de la Quatrième Internationale. De 1966 à 1972, il est notamment secrétaire du comité international mis en place par le PCI et la Socialist Labour League britannique.
Il rédige aussi de nombreux textes fondamentaux de l'organisation. À partir des années 1970, c'est lui qui dirige la revue théorique de l'OCI, La Vérité jusqu'à la suspension de sa parution, en 1980.
Il est plusieurs fois candidat de l'OCI lors d'élections législatives : en 1967 en Seine Saint Denis, et de nouveau en 1973.
À partir de 1981, Just entre en conflit ouvert avec la direction lambertiste notamment au sujet de l'appel à voter dès le premier tour pour François Mitterrand à la présidentielle. Il considère qu'elle se compromet peu à peu avec le gouvernement « d'union de la gauche » et certaines directions du mouvement ouvrier, principalement celle de la CGT-Force ouvrière. 
Le conflit latent depuis plusieurs années : si Just avait participé à l'exclusion de Michel Varga en 1972 et de Jacques Kirsner en 1979, il avait contesté la bureaucratisation de la direction du PCI et obtenu la création en 1976 d'une commission de contrôle financier qui n'eut, semble-t-il, guère les moyens de son action. De même, il avait exprimé son désaccord quant à la création de la « IVème Internationale (comité international) » par l'éphémère fusion du CORQUI avec le courant Nahuel Moreno.
Lorsqu'en 1983-1984, le courant « ligne de la démocratie » du PCI élabore la construction d'un « Parti des travailleurs » , il y voit un renoncement au combat pour le socialisme par un parti révolutionnaire. Il s'oppose notamment à ce que la fraction enseignante du PCI qui anime depuis la fin des années 1960 le courant « Front Unique Ouvrier » au sein de la FEN quitte la fédération autonome majoritaire pour participer à la création des syndicats FO minoritaires dans l'enseignement. Il engage donc un combat pour une réorientation du PCI, mais est exclu lors du 28e congrès en 1984 avec d'autres militants, le motif étant qu'il refuse d'accepter l'exclusion d'un militant accusé d'avoir déformé des propos d'une responsable du PCI, ledit militant, Serge Goudard, du SNES, étant par ailleurs un des opposants à la participation à la création de syndicats FO dans l'enseignement.
Just édite alors avec les camarades qui l'ont suivi, regroupés au sein d'un « comité pour le redressement politique et organisationnel du PCI, pour la reconstruction de la IVe Internationale », le bulletin Combattre pour le Socialisme. En 1987, son groupe devient « Comité pour la construction du Parti ouvrier révolutionnaire ».
En 1991, la participation de la direction du PCI au collectif contre la guerre du Golfe favorable à une « solution négociée » l'amène à conclure au caractère irredressable du PCI.
Stéphane Just concentre alors son action vers la construction d'une nouvelle internationale, ouvrière et révolutionnaire.
Diminué par la maladie à partir de 1996, il meurt l'année suivante.
Après sa mort, Combattre pour le socialisme connaîtra en 1997 une scission qui verra ses héritiers se diviser en plusieurs groupes avant de se rassembler dans le Groupe pour la construction du Parti ouvrier révolutionnaire qui édite toujours Combattre pour le Socialisme.

## Source
- marxists.org sous GFDL
- Dictionnaire biographique du mouvement ouvrier

## Archives
- Inventaire du fonds d'archives de Stéphane Just conservé à La contemporaine.